# هنری واهل
هنری واهل (انگلیسی: Henry Wahl؛ ۹ مارس ۱۹۱۵ – ۱۳ اکتبر ۱۹۸۴ (aged 69)) ورزشکار Speed skating اهل نروژ بود.